# Задача пошуку ізоморфного підграфа
Задача пошуку ізоморфного підграфа — обчислювальна задача, в якій входом є два графи {\displaystyle G} і {\displaystyle H} і потрібно визначити, чи містить {\displaystyle G} підграф, ізоморфний графу {\displaystyle H}. Задача є узагальненням як задачі про найбільшу кліку, так і задачі про перевірку, чи містить граф гамільтонів цикл, тому є NP-повною. Проте, з деякими видами підграфів задачу пошуку ізоморфного підграфа можна розв'язати за поліноміальний час.

## Задача розв'язності та обчислювальна складність
Для доведення, що задача пошуку ізоморфного підграфа NP-повна, її потрібно сформулювати як задачу розв'язності. Входом задачі розв'язності є пара графів {\displaystyle G} і {\displaystyle H}. Відповідь задачі ствердна, якщо {\displaystyle H} ізоморфний деякому підграфу графа {\displaystyle G} і заперенчна в іншому випадку.
Формальна задача: Нехай {\displaystyle G=(V,E)}, {\displaystyle H=(V^{\prime },E^{\prime })} — два графи. Чи існує підграф {\displaystyle G_{0}=(V_{0},E_{0}):V_{0}\subseteq V,E_{0}\subseteq E\cap (V_{0}\times V_{0})}, такий, що {\displaystyle G_{0}\cong H}? Тобто, чи існує відображення {\displaystyle f\colon V_{0}\rightarrow V^{\prime }}, таке, що {\displaystyle (v_{1},v_{2})\in E_{0}\Leftrightarrow (f(v_{1}),f(v_{2}))\in E^{\prime }}?
Доведення NP-повноти задачі пошуку ізоморфного підграфа просте і ґрунтується на зведенні до цієї задачі задачі про кліку, NP-повної задачі розв'язності, в якій входом є один граф {\displaystyle G} і число {\displaystyle k}, а питання полягає таке: чи містить граф {\displaystyle G} повний підграф із {\displaystyle k} вершинами. Для зведення цієї задачі до пошуку ізоморфного підграфа, просто візьмемо як граф {\displaystyle H} повний граф {\displaystyle K_{k}}. Тоді відповідь задачі пошуку ізоморфного подграфа зі вхідними графами {\displaystyle G} і {\displaystyle H} дорівнює відповіді для задачі про кліку для графа {\displaystyle G} і числа {\displaystyle k}. Оскільки задача про кліку NP-повна, така поліноміальна звідність показує, що задача пошуку ізоморфного підграфа також NP-повна.
Альтернативне зведення задачі про гамільтонів цикл відображає граф {\displaystyle G}, який перевіряється на гамільтоновість, на пару графів {\displaystyle G} і {\displaystyle H}, де {\displaystyle H} — цикл, що має таке ж число вершин, як і {\displaystyle G}. Оскільки задача про гамільтонів цикл є NP-повною навіть для планарних графів, то задача пошуку ізоморфного підграфа також залишається NP-повною навіть для планарного випадку.
Задача пошуку ізоморфного підграфа є узагальненням задачі про ізоморфізм графів, у якій запитується, чи граф граф {\displaystyle G} ізоморфний графу {\displaystyle H} — відповідь для задачі про ізоморфізм графів «так» тоді й лише тоді, коли графи {\displaystyle G} і {\displaystyle H} мають однакове число вершин і ребер та задача пошуку ізоморфного підграфа для графів {\displaystyle G} та {\displaystyle H} дає «так». Проте статус задачі ізоморфізму графів з погляду теорії складності залишається відкритим.
Грегер показав, що якщо виконано гіпотезу Аандераа — Карпа — Розенбергапро складність запиту монотонних властивостей графа, то будь-яка задача пошуку ізоморфного підграфа має складність запиту {\displaystyle \Omega (n^{3/2})}. Тобто розв'язання задачі пошуку ізоморфного підграфа вимагає перевірки існування або відсутності у вході {\displaystyle \Omega (n^{3/2})} різних ребер графа.

## Алгоритми
Ульман описав рекурсивну процедуру із поверненням для розв'язання задачі пошуку ізоморфного підграфа. Хоча час роботи цього алгоритму, в загальному випадку, експоненційний, він працює за поліноміальний час для будь-якого фіксованого {\displaystyle H} (тобто час роботи обмежено поліномом, який залежить від вибору {\displaystyle H}). Якщо {\displaystyle G} — планарний граф (або, загальніше, граф із обмеженим розширенням), а {\displaystyle H} — фіксований, час розв'язання задачі пошуку ізоморфного підграфа можна скоротити до лінійного часу.
2010 року Ульман суттєво оновив алгоритм зі статті 1976 року.

## Застосування
Задачу пошуку ізоморфного подграфа застосовано в галузі хемоінформатики для пошуку схожості хімічних сполук за їх структурними формулами. Часто в цій галузі використовують термін підструктурний пошук. Структура запиту часто визначається графічно з використанням структурного редактора. Засновані на SMILES бази даних зазвичай визначають запити з використанням SMARTS, розширення SMILES.
Тісно пов'язані задачі підрахунку числа ізоморфних копій графа {\displaystyle H} у більшому графі {\displaystyle G} використовуються для виявлення шаблону в базах даних, у біоінформатиці взаємодії протеїн-протеїн і в методах експоненційних випадкових графів для математичного моделювання соціальних мереж.
Ольріх, Ебелінг, Гітинг і Сатер описали затсосування задачі пошуку ізоморфного підграфа в системі автоматизованого проєктування електронних схем. Задача є також підкроком під час перетворення графа (що потребує найбільшого часу виконання), тому надається інструментальними засобами перетворення графа.
До задачі також є інтерес у галузі штучного інтелекту, де її вважають частиною групи завдань зіставлення зі зразком у графах. Також у цій галузі розглядається розширення задачі пошуку ізоморфного графа, відоме як аналіз графа.